# 萊頓港 (紐約州)
萊頓港（英語：Port Leyden）是位於美國紐約州劉易斯縣的村。

## 人口
根據2020年美國人口普查的數據，萊頓港的面積為1.70平方千米，當中陸地面積為1.60平方千米，而水域面積為0.10平方千米。當地共有人口554人，而人口密度為每平方千米326人。